# Kunice (gmina)
Kunice – gmina wiejska w województwie dolnośląskim, w powiecie legnickim. W latach 1975–1998 gmina położona była w województwie legnickim.
Siedziba gminy to Kunice.
Według danych z 31 grudnia 2011 gminę zamieszkiwało 6021 osób. Natomiast według danych z 31 grudnia 2019 roku gminę zamieszkiwało 7025 osób.
Według danych z 30 czerwca 2020 roku gminę zamieszkiwało 7098 osób.

## Struktura powierzchni
Według danych z roku 2002 gmina Kunice ma obszar 92,79 km², w tym:
- użytki rolne: 69%,
- użytki leśne: 17%.

Gmina stanowi 12,46% powierzchni powiatu.

## Demografia
Według stanu z 28 czerwca 1946 gmina liczyła 1258 mieszkańców.

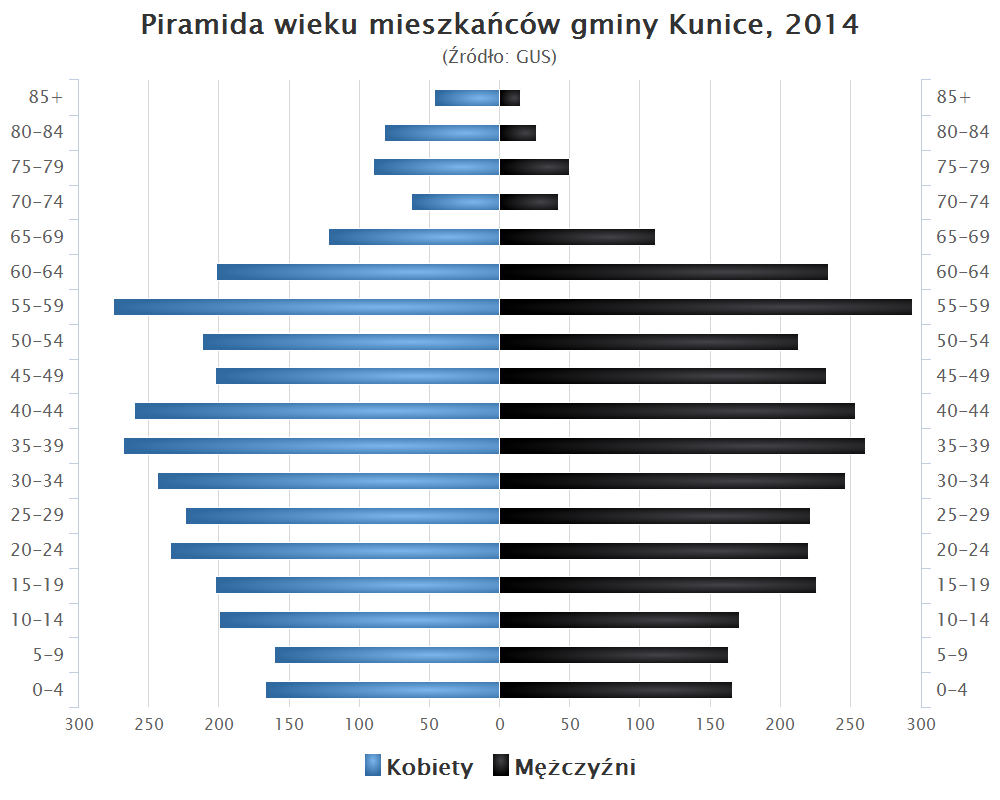
Piramida wieku mieszkańców gminy Kunice w 2014 roku

Dane z 30 czerwca 2004:
| Opis                              | Ogółem | Ogółem | Kobiety | Kobiety | Mężczyźni | Mężczyźni |
| --------------------------------- | ------ | ------ | ------- | ------- | --------- | --------- |
| Jednostka                         | osób   | %      | osób    | %       | osób      | %         |
| Populacja                         | 4974   | 100    | 2550    | 51,3    | 2424      | 48,7      |
| Gęstość zaludnienia [mieszk./km²] | 53,6   | 53,6   | 27,5    | 27,5    | 26,1      | 26,1      |

## Przyroda, turystyka, wypoczynek
Największą atrakcją turystyczną gminy jest Jezioro Kunickie, miejsce wypoczynku letniego (strzeżone kąpielisko, miejsca do wędkowania, wypożyczalnia sprzętu do sportów wodnych, baza noclegowa itp.).
Na obszarze gminy znajdują się następujące rezerwaty przyrody:
- rezerwat przyrody Błyszcz – chroni lasy grądowe, łęgowe i podmokłe łąki z unikatową florą,
- rezerwat przyrody Ponikwa – chroni naturalne lasy grądowe, łęgowe i olsowe z licznymi źródliskami i strumieniami będące miejscem występowania unikatowych gatunków roślin i zwierząt,
- rezerwat przyrody Torfowisko Kunickie – chroni torfowisko o interesującej roślinności i stratygrafii.

Przez teren gminy przechodzą 3 szlaki turystyczne: szlak Cystersów, szlak dookoła Legnicy oraz szlak tatarski.
Najważniejsze obiekty o wartości kulturowej to:
- kościół w Spalonej (ambona z 1584 r. i krzyż pokutny z 1607 r.),
- kościół w Grzybianach (freski z połowy XVI i końca XV w.);Kościół filialny pw. św. Zofii wzmiankowany w 1399 r. Obecny wzniesiony w XV w., przebudowany w XVIII w., restaurowany na początku XX w. Orientowany, murowany z kamienia i cegły, jednonawowy, bez wydzielonego prezbiterium z czworoboczną wieżą od zachodu. Nawa jest nakryta drewnianym stropem o renesansowych, profilowanych belkach, prezbiterium sklepieniem krzyżowym o ceglanych żebrach wspartych na kamiennych konsolach z rzeźbionymi przedstawieniami proroków i św. Katarzyny. We wnętrzu znajduje się ołtarz główny, barokowy, z końca XVII w., drewniana renesansowa ambona z 1664 r., prospekt organowy z I połowy XIX w., a na ścianach kilka kamiennych nagrobków z XVIII i XIX w.
- kościół w Rosochatej (m.in. polichromia z XVII w., epitafium i nagrobkiem z piaskowca, krzyżami pokutnymi).

## Sołectwa
Bieniowice, Golanka Górna, Grzybiany, Jaśkowice Legnickie, Kunice, Miłogostowice, Pątnów Legnicki, Piotrówek, Rosochata, Spalona, Szczytniki nad Kaczawą, Szczytniki Małe, Ziemnice.

## Sąsiednie gminy
Legnica, Legnickie Pole, Lubin, Miłkowice, Prochowice, Ruja